# Henry Cadogan
Henry Cadogan (1642 – Dublino, 13 gennaio 1714) è stato un avvocato inglese.

## Biografia
Era il figlio del maggiore William Cadogan, e di sua moglie, Elizabeth Roberts. Studiò giurisprudenza al Trinity College di Dublino. Ha ricoperto la carica di sceriffo della contea di Meath nel 1700.

## Matrimonio
Sposò, il 31 luglio 1671, Bridget Waller, figlia di Sir Hardress Waller. Ebbero cinque figli:
- William Cadogan, I conte Cadogan (1672-1726)
- Ambrose Cadogan (?-1693)
- Charles Cadogan, II barone Cadogan (1685-1776)
- Frances Cadogan
- Penelope Cadogan (?-1746), sposò Thomas Prendergast, I Baronetto, ebbero quattro figli.

## Morte
Morì il 13 gennaio 1714 a Dublino.